# U.S. Route 395
U.S. Route 395 to droga międzystanowa w zachodnich Stanach Zjednoczonych. Droga zaczyna się na pustyni Mojave przy węźle drogowym z Interstate 15 w Hesperia, natomiast kończy na granicy amerykańsko-kanadyjskiej w pobliżu Laurier, gdzie U.S. Route 395 po dotarciu do kanadyjskiej Kolumbii Brytyjskiej staje się drogą British Columbia Highway 395. W przeszłości trasa rozpoczynała się w San Diego, jednak odcinek między nim a Hesperią został zastąpiony przez autostradę Interstate 15. Mimo to, w wielu miejscach wzdłuż autostrady znajdują się odcinki dawnej szosy, które obecnie noszą nazwę „Old Highway 395”.
Trasa biegnie przez stany Kalifornia, Nevada, Oregon i Waszyngton. Na terenie Kalifornii droga biegnie przez dolinę Owens, wzdłuż wschodniej granicy gór Sierra Nevada oraz przecina płaskowyż Modoc Plateau.

## Przebieg trasy

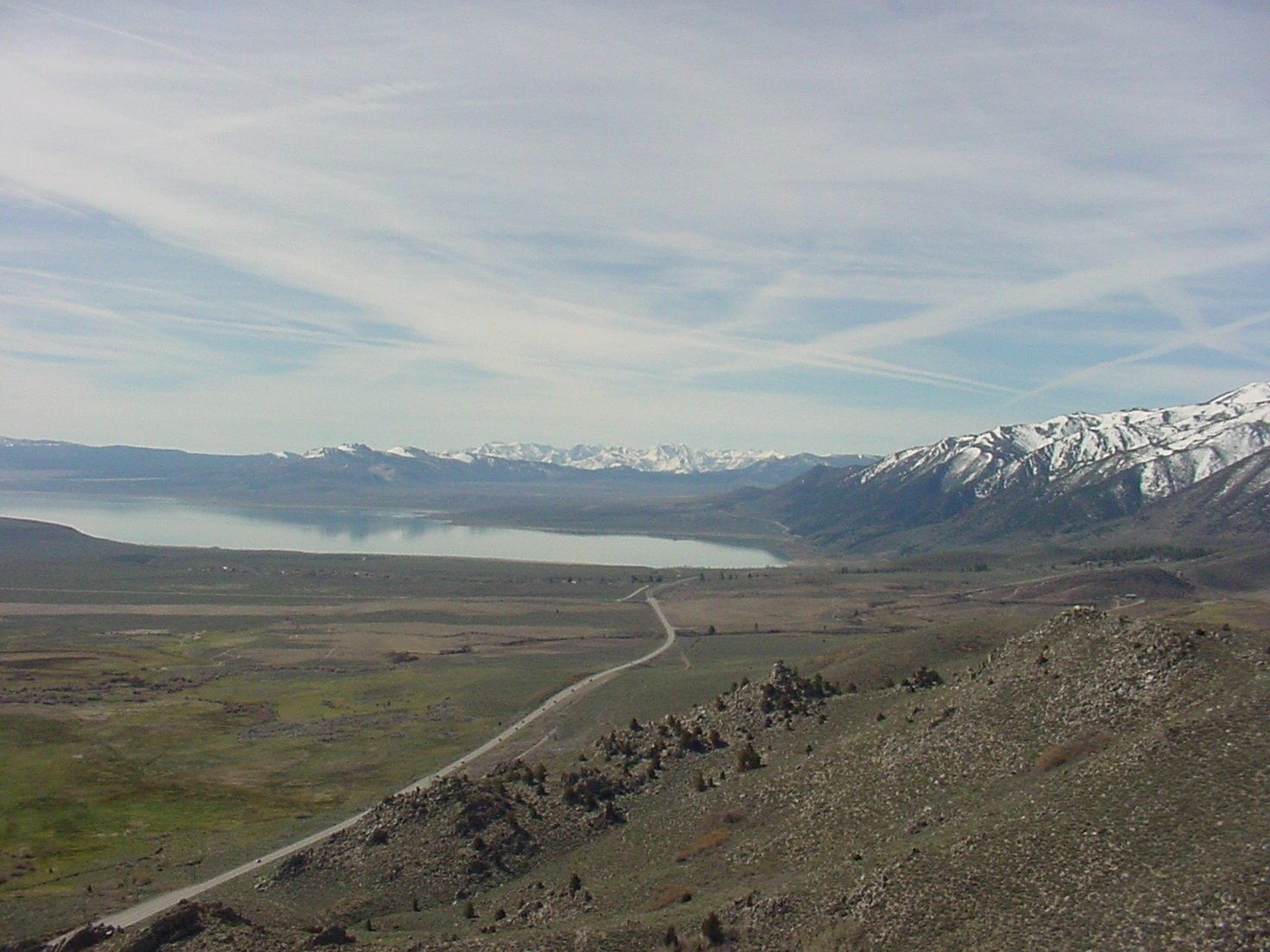
U.S. Route 395 wzdłuż jeziora Mono

### Kalifornia
U.S. Route 395 zaczyna się w położonym na pustyni Mojave mieście Hesperia, przy węźle drogowym z autostradą Interstate 15. Trasa po opuszczeniu miasta kieruje się na północ i biegnie przez obszar pustyni Mojave, gdzie na wschód od miejscowości Boron (Kalifornia), przy skrzyżowaniu Kramer Junction, krzyżuje się z drogą stanową California State Route 58. Przy Kramer Junction znajduje kilka dużych pól wytwarzających energię słoneczną. Po opuszczeniu skrzyżowania trasa kieruje się dalej na północ do skrzyżowania z drogą California State Route 14. W przeszłości przy tym skrzyżowaniu kończył się wspólny odcinek U.S. Route 395 i U.S. Route 6. Po oddaleniu się od skrzyżowania droga ponownie kieruje się na północ w kierunku miasta Bishop, wzdłuż wschodniej skarpy Sierra Nevada oraz przez dolinę Owens.
Krajobraz wzdłuż trasy zaczyna się zmieniać, kiedy trasa dociera do leżącego u stóp góry Mammoth Mountain miasta Mammoth Lakes, będącego jednocześnie kurortem narciarskim, a następnie biegnie wzdłuż jezior Mono i June. U.S. Route 395 opuszcza Kalifornię w pobliżu jeziora Topaz Lake, gdzie kieruje się w stronę miasta Reno.

### Nevada

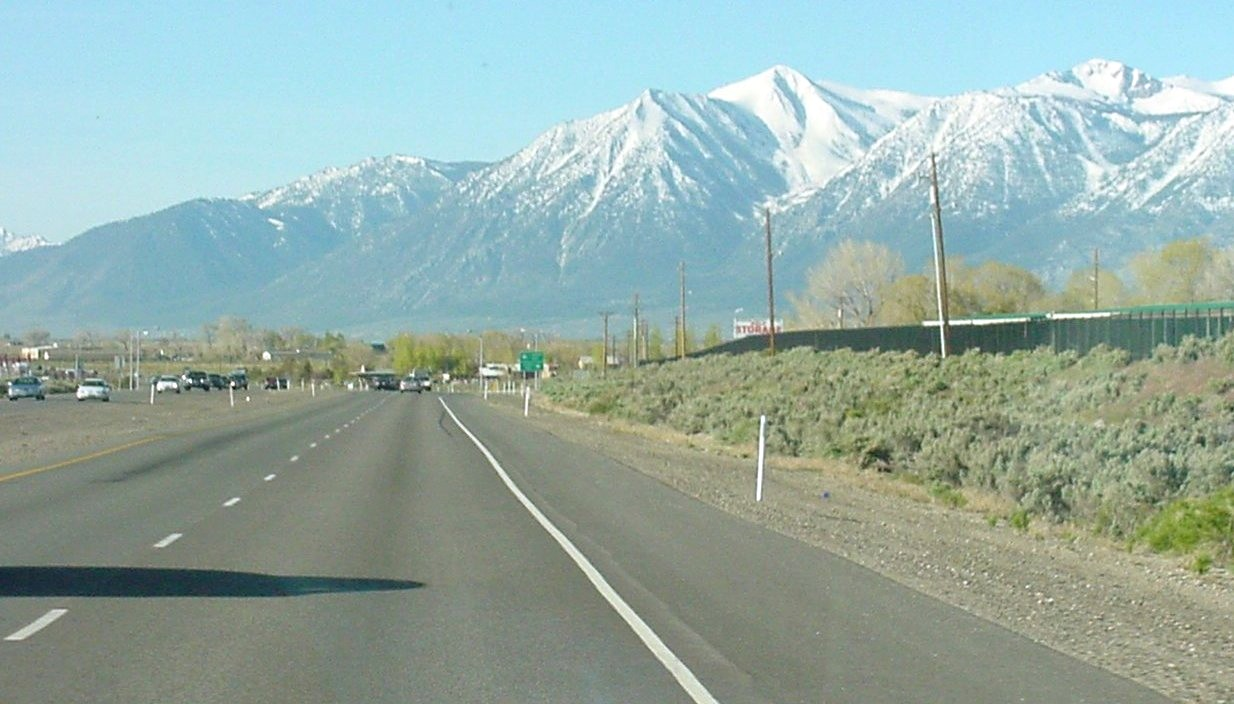
U.S. Route 395 na południe od Carson City

U.S. Route 395 jest jedyną drogą międzystanową, która ma zostać ulepszona do standardów autostrady. Odcinek między miastami Carson City i Reno jest oznaczony również jako Interstate 580. Na terenie stanu Nevada droga w całości biegnie wzdłuż wschodniej granicy Sierra Nevada.
U.S. Route 395 rozpoczyna swój bieg przez obszar Nevady w pobliżu Topaz Lake, gdzie kieruje się w dół doliny Carson Valley i biegnie przez miasta Gardnerville, Minden i Carson City. W Reno droga biegnie pod nazwą Martin Luther King Jr. Highway. U.S. Route 395 ponownie dociera do stanu Kalifornia w miejscowości Bordertown, na północ od Reno.

### Kalifornia
U.S. Route 395 rozpoczyna swój ponowny bieg przez Kalifornię na północ od Reno, tym samym kontynuując swój bieg wzdłuż gór Sierra Nevada. Trasa biegnie niedaleko miasta Susanville, w pobliżu którego, na skrzyżowaniu z California State Route 36, kieruje się na wschód do miasta Alturas. Wzdłuż tego odcinka znajduje się duża liczba atrakcji turystycznych, m.in. Hallelujah Junction, Honey Lake i płaskowyż Modoc Plateau.

### Oregon

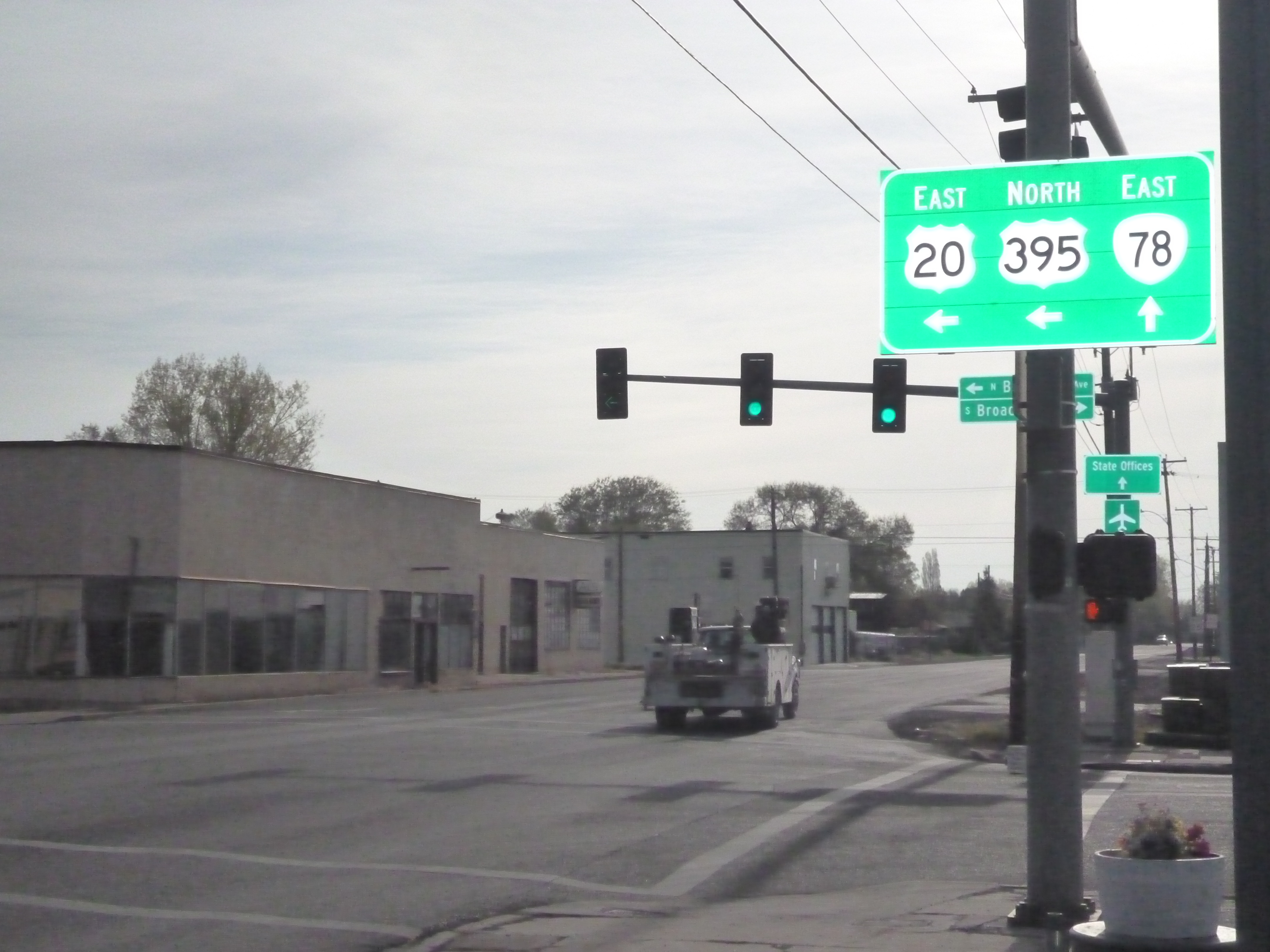
Skrzyżowanie U.S. Route 395, U.S. Route 20 i Oregon Route 140 w Burns (Oregon)

U.S. Route 395 wjeżdża na teren stanu Oregon w miejscowości New Pine Creek, znajdującej się jednocześnie na terenie Kalifornii i Oregonu, jednakże formalnie podzielonej na dwie osobne części. Po opuszczeniu miejscowości trasa kieruje się do miasta Lakeview znajdującego się na północ. W Lakeview trasa krzyżuje się z drogą stanową Oregon Route 140, z którą następnie biegnie wspólnym odcinkiem o długości 8 km, a następnie biegnie w kierunku miasta Valley Falls. W Valley Falls U.S. Route 395 kieruje się na północny wschód, po czym biegnie przez miejscowości Wagontire i Riley. W pobliżu Riley trasa spotyka się z U.S. Route 20, z którą biegnie wspólną trasą do miast Hines i Burns. Około 3 km na północny wschód od Burns U.S. Route 395 kieruje się na północ w kierunku miasta John Day, po drodze mijając miasta Seneca i Canyon City. W John Day trasa rozpoczyna swój wspólny bieg z U.S. Route 26 do miasta Mount Vernon na zachód od John Day. W Mount Vernon trasa ponownie kieruje się na północ do miasta Pendleton, po drodze mijając Long Creek i Pilot Rock. W Pendleton U.S. Route 395 wspólnie z Interstate 84 i U.S. Route 30 biegnie na zachód do miasta Stanfield. W Stanfield trasa biegnie samotnie w kierunku Hermiston i Umatilla. Na wschód od Umatilla wspólnie z U.S. Route 730 kieruje się na zachód w kierunku autostrady Interstate 82. Następnie wspólnie z Interstate 82 biegnie do miasta Kennewick w aglomeracji Tri-Cities, gdzie oddziela się od autostrady i kieruje się w stronę granicy stanów Oregon-Waszyngton na rzece Kolumbia.

### Waszyngton

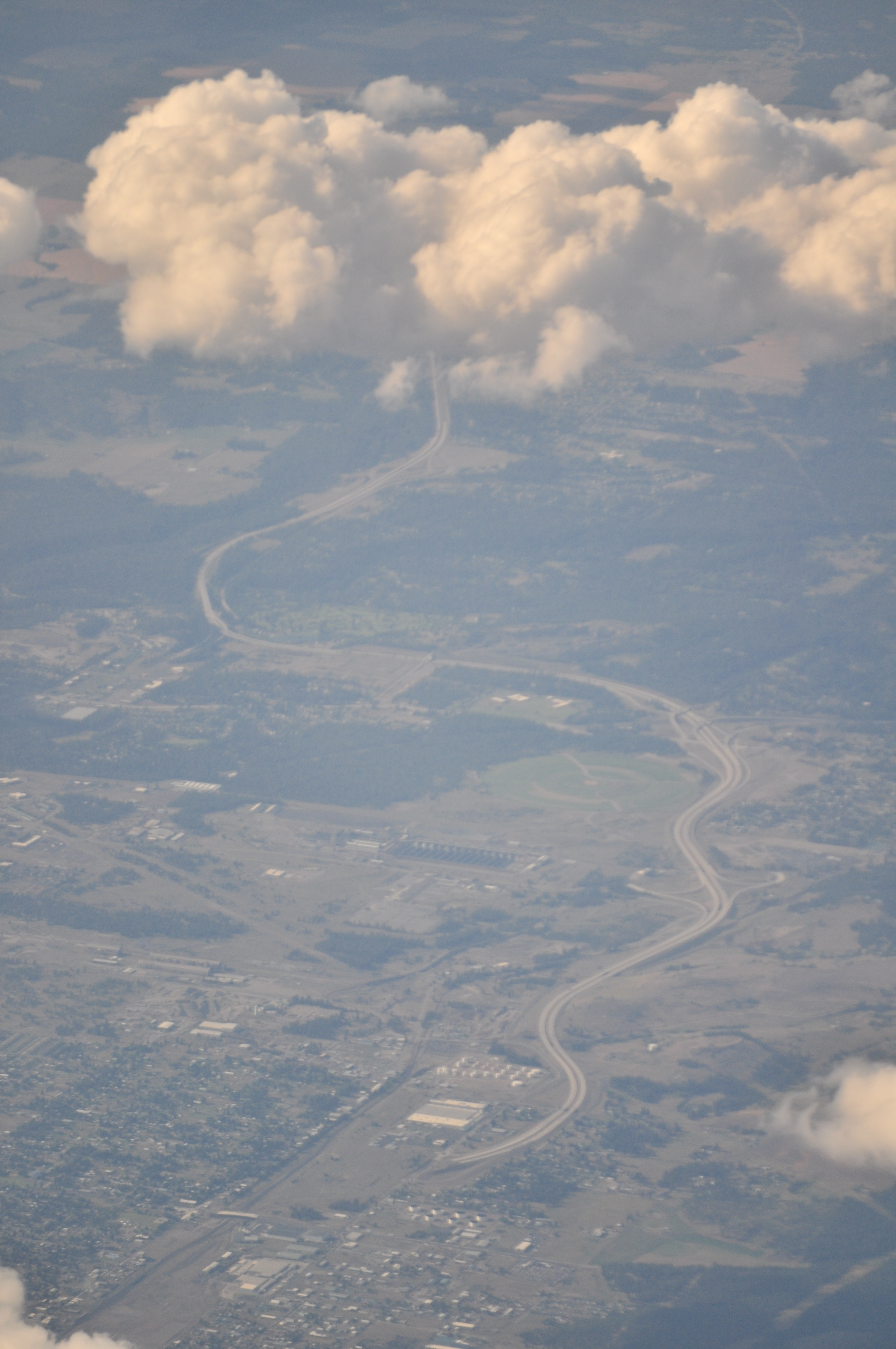
U.S. Route 395 na północ od Spokane

U.S. Route 395 przekracza rzekę Kolumbia za pomocą mostu Blue Bridge, z którego można zobaczyć most Cable Bridge używany przez drogę stanową Washington State Route 397. W mieście Pasco trasa łączy się z autostradą Interstate 182 i U.S. Route 12. Około 4 km dalej trasa oddziela się i kieruje się na północny wschód, po czym biegnie do miasta Ritzville, gdzie łączy się z autostradą Interstate 90, z którą biegnie do miasta Spokane. W pobliżu do U.S. Route 395 i Interstate 90 dołącza droga międzystanowa U.S. Route 2. Na jednym z węzłów drogowych znajdujących się na trasie bierze swój początek droga U.S. Route 195. Na zjeździe nr 281 U.S. Route 2 i U.S. Route 395 oddzielają się od autostrady i biegną na północ ulicą Division Street.
Obecnie U.S. Route 395 biegnie przez teren miasta Spokane ulicą Division Street, jednak w północno-wschodniej części miasta konstruowany jest korytarz drogowy North Spokane Corridor, który ma na celu rozładowanie ruchu drogowego na najważniejszych arteriach drogowych w mieście, i którym będzie biegła w przyszłości trasa U.S. Route 395. Początek korytarza ma znajdować się przy autostradzie Interstate 90. Budowa korytarza trwa od 2003 roku - obecnie wybudowane zostało 9 km, a jego planowana długość ma wynosić prawie 17 km.
U.S. Route 395 oddziela się od U.S. Route 2 na północnych przedmieściach Spokane - U.S. Route 2 podąża na północny wschód w kierunku granicy ze stanem Idaho, natomiast U.S. Route 395 biegnie w kierunku północnym, po drodze mijając miasta Deer Park, Clayton, Chewelah, Colville i Kettle Falls. Trasa kończy się na granicy amerykańsko-kanadyjskiej, gdzie rozpoczyna się trasa British Columbia Highway 395.

## Główne skrzyżowania
| Przypisy       | Znacznik drogi | Nazwa drogi                  | Lokalizacja                                      |
| -------------- | -------------- | ---------------------------- | ------------------------------------------------ |
| Początek drogi |                | Interstate 15                | Hesperia (Kalifornia)                            |
|                |                | U.S. Route 6                 | Bishop (Kalifornia)                              |
|                |                | U.S. Route 50                | Carson City (Nevada)                             |
|                |                | Interstate 80                | Reno (Nevada)                                    |
|                |                | U.S. Route 20                | Burns (Oregon)                                   |
|                |                | U.S. Route 26                | John Day (Oregon)                                |
|                |                | Interstate 84/U.S. Route 30  | Pendleton (Oregon)                               |
|                |                | Interstate 82/U.S. Route 12  | Tri-Cities (Waszyngton)                          |
|                |                | Interstate 90/U.S. Route 2   | Spokane (Waszyngton)                             |
| Koniec drogi   |                | British Columbia Highway 395 | Granica amerykańsko-kanadyjska w pobliżu Laurier |

## Historia

### Kalifornia
U.S. Route 395 w latach 1934–1970 rozpoczynała się w centrum San Diego. Obecnie trasa rozpoczyna się w mieście Hesperia, a odcinek między dwoma miastami został zastąpiony przez Interstate 15, z wyjątkiem odcinka Devore-Murrieta, którym biegnie autostrada Interstate 215. Między miastem Escondido a drogą stanową California State Route 76 biegnie droga „Old US 395”, którą w przeszłości biegła U.S. Route 395. Odcinek U.S. Route 395 między dzielnicą Miramar a centrum San Diego został ulepszony do standardów drogi ekspresowej i przemianowany na California State Route 163, drogę stanową znaną również jako „Cabrillo Freeway”.

### Oregon i Waszyngton
U.S. Route 395 powstał w 1926 roku i był drogą pochodną od U.S. Route 195. Trasa rozpoczynała się w mieście Spokane, natomiast kończyła na granicy z kanadyjską Kolumbią Brytyjską. W rezultacie U.S. Route 395 nigdy nie przecinała się ze swoją macierzystą drogą U.S. Route 95. W latach 30. droga została przedłużona na południe, stając się tym samym główną drogą biegnącą równolegle do U.S. Route 95.
Pierwotnie trasa nie pokrywała się z Interstate 82 i Interstate 84. W mieście U.S. Route 395 kierowała się na północ i biegła w kierunku skrzyżowania Cold Springs Junction - odcinek ten obecnie jest oznaczony jako Oregon Route 37. Przy skrzyżowaniu trasa rozpoczynała swój współbieżny bieg z U.S. Route 730 i U.S. Route 410 (obecnie U.S. Route 12) i biegła przez Wallula do miasta Pasco. Przeniesienie trasy na odcinek Interstate 84 biegnący w pobliżu Hermiston nastąpiło w latach 60., natomiast odcinek między Hermiston a Kennewick został przeniesiony na Interstate 82 w latach 80.